# Tännichtwasser
Das Tännichtwasser ist ein rechtsseitiger Zufluss des Kaltbachs bzw. Scheidenbachs in Sohland an der Spree im sächsischen Landkreis Bautzen mit einer Länge von knapp fünf Kilometern.

## Beschreibung
Das Tännichtwasser entspringt am Nordosthang des Kinderberges (Liščí vrch, 480 m) bei Neudorf. Sein Oberlauf führt zunächst nördlich der Friedrich-August-Höhe (469 m) nach Osten. Anschließend nimmt der Bach mit starkem Gefälle nördliche Richtung und fließt am östlichen Fuße des Tännichtberges (461 m) an Tännicht vorbei, wo er im Tännichtteich angestaut wird. Auf seinem Unterlauf fließt der Bach mit nordöstlicher Richtung südlich und östlich an Pilzdörfel, wo er von der Bundesstraße 98 überbrückt wird, vorbei, in den Neuscheidenbacher Grund, wo er bis zur Mitte des 19. Jahrhunderts in den drei Wehrsdorfer Teichen aufgestaut wurde. Zwischen Neuscheidenbach und Petersbach mündet das Tännichtwasser am südöstlichen Fuß des Hohberges (426 m) in den Kaltbach.

## Tännichtteich
Der heute stark verlandete Tännichtteich wurde 1912 angelegt. Im Zuge der Planungen für ein Freibad in Wehrsdorf bot der Besitzer des Teiches, Gerhard Augst, diesen im Jahre 1926 mit schriftlicher Unterstützung durch die Einwohner von Tännicht und Pilzdörfel an. Auf Grund von Einsprüchen von Anliegern des Tännichtwassers wurden diese Pläne jedoch ab 1928 fallen gelassen und das Waldbad Wehrsdorf schließlich an anderer Stelle errichtet.

## Zuflüsse
Das Tännichtwasser hat keine nennenswerten Zuflüsse.